# Дитрих Луф III (Клеве)
Дитрих Луф III (на немски: Dietrich Luf III von Kleve; * 1285; † преди 10 ноември 1332) от Дом Клеве е граф на Хюлхрат от 1309 до 1323 г. и господар на Кервенхайм и Оедт до 1332 г.
Той е най-големият син и последник на граф Дитрих Луф II († 8 май 1309). По бащина линия той е внук на граф Дитрих V/VII от Клеве († 1275) и племенник на граф Дитрих VI/VIII от Клеве († 1305).
Дитрих Луф III е, както баща му, в тесен съюз с архиепископа на Кьолн и води политика против своя братовчед граф Дитрих VII/IX фон Клеве († 1347).
През 1300 г. Дитрих Луф III фон Клеве построява замък Уда в Оедт (днес част от Грефрат).
През 1314 г. Дитрих Луф продава Хюлхрат на архиепископа на Кьолн Хайнрих II фон Вирнебург (1304 – 1332). Пълното изплащане става през 1331 г. и графството Хюлхрат отива към графство Клеве.
От 1323 г. Дитрих Луф се отказва от титлата граф на Хюлхрат и се нарича само господар на Кервенхайм и Оедт. Дитрих Луф умира малко преди 10 ноември 1332 г.

## Фамилия
Дитрих Луф III се жени за Йоланта де Лооз/Лооц († 1323), дъщеря на граф Арнул V де Лооц-Шини († 1327) и Маргарета фон Вианден († 1318). Те имат една дъщеря:
- Елизабет (* 1310; † 1347), омъжена I. 1330 г. за Годфрид фон Юлих, господар на Бергхайм († 3 май 1335), II. 1336 г. за Вилхелм IV фон Хорн, господар на Хорн, Алтена и Гаесбеек (* ок. 1294; † 8 май – 22 юли 1343)

Дитрих Луф III се жени втори път на 28 март 1323 г. за Матилда фон Воорне/Фоорне (* 1297; † 12 март 1372), дъщеря на Герхард ван Воорне/Фоорне, бургграф на Зееланд († 1337) и Хайлвиг ван Борселен († 1328). Бракът е бездетен.
Матилда фон Воорне се омъжва втори път пр. 1336 г. за Дирк IV ван Фалкенбург († 19 юли 1346 в битката при Вотеме), син на Райнолд I фон Фалкенбург († 1333).